# Лектура
Лектура текста подразумева језичку и стилску обраду текста, пажљиво читање и уклањање правописних и граматичких грешака, као и стилску обраду реченичних конструкција. Лектуру може да обавља лектор, професор српског језика и лингвистике, особа школована и обучена за ову врсту посла, као и стручњаци са вишегодишњим искуством у стилској лектури и коректури. Код лектуре текстова се посебна пажња обраћа на граматику, интерпункцију, вокабулар, као и на саму организацију текста. Обавља се стриктно према правилима српског језика, која су нормирана Правописом српског језика, уз употребу бројних језичких приручника, граматика, речника и друге стручне литературе. Разликују се традиционална метода и алтернативне методе.

## Опште одлике
Уређивање текста и лектура су одвојени један од другог. У прошлости су текстови често садржали типографске грешке које је узроковала машина за слагање слога током постављања погрешних слова или услед техничких недостатака. Отуда потиче термин ,, типо" који се односи на погрешно откуцано слово или замену слова у речи. За ревизију текста је често лакше да се прво постави рукопис и да се направи копија да би могла да се провери грешка и да би се обезбедила ознака за доказивање. Притом је врло важно да се не промени значење оригиналног ауторског текста.
Данашња лектура се обично односи на ревизију било ког текста, било да је штампан или да је у дигиталном облику (на рачунару) и на проверавање грешака. Корекција се врши углавном исправљањем правописа, интерпункције или граматике. Професионална коректура такође укључује корекцију изражавања. Стилске промене нису направљене. Лектуру користе на пример студенти, фирме или аутори књижевних дела када су у питању дипломски радови, наставни материјали или разне публикације. Не треба мешати лектуру текста са коректуром, која само делимично укључује задатке лектуре. У случају лектуре се садржај и стилске промене такође предлажу аутору ако могу да послуже за разумевање текста.

## Аутоматизација
Оригинална функција лектуре је у данашње време у великој мери замењена рачунарским програмима за проверу граматике и правописа. Толеранција или незаинтересованост за типографске грешке на истакнутим местима се повећала. На пример издавачка кућа ,, Реклам" представља своја актуелна издања Хомерове ,, Илијаде” и ,, Одисеје” на првој страници као ,, превод”. Рачунарски програми могу у одређеној мери да проверавају текст за формалне грешке (правопис, интерпункцију, једноставне граматичке конструкције) помоћу електронских каталога речи и термина (речник), а њихово коришћење се мора пратити. Ипак, ови програми не могу стилски и садржајно да буду од користи за лектуру.

## Традиционална метода
Доказ представља типска верзија копије или страница рукописа. Често садржи грешке у писању које су уведене кроз људску грешку. Традиционално лектор гледа прираст текста на копији, а затим га упоређује са одговарајућим типом прираста, а затим обележава све грешке (које се називају понекад и , редакције линија") користећи стандардне ознаке лектора. За разлику од уређивања копија, процедура дефинисања лектуре је да ради директно са два скупа информација у исто време. Потврде се затим враћају у сертификатор за корекцију. Докази корективног циклуса обично имају један описани појам који је јединствен за одељење или организацију и који се користи за јасноћу строгог искључивања било којег другог. Уобичајена је пракса да се све такве корекције, без обзира на то колико су оне мале, поново пошаљу лектору који све проверава  и парафира, чиме се успоставља начело веће одговорности за лекторе у односу на њихове уметнике. Када нека особа ради лектуру за другу особу, она такође воли да прво прочита текст за себе, а затим и другим људима како би и они разумели значење. Лектура је када особа жели прво да прочита оно што је написано у новинама, документацији итд.

## Алтернативне методе
Постоје три алтернативне методе у лектури, а то су: ,, задржавање копије" (копирање читања"), ,, двоструко читање" и ,, скенирање".
Метод ,, задржавање копије" (копирање читања") користи двоје читалаца за доказ. Први чита текст буквално, обично уједначено, али брзо. Други читалац прати и означава сваку битну разлику између онога што се чита и онога што је слагано. Овај метод је погодан за велике количине предложних текстова где се претпоставља да ће број грешака бити релативно мали. Искусни носиоци копија користе различите кодове у вербалне пречице које прате њихово читање. Међусобно разумевање је једини водећи принцип, тако да кодови еволуирају кроз дозволе за прилике.
,, Двоструко читање" подразумева да један лектор проверава доказ на традиционалан начин, па га затим прослеђује другом читаоцу који понавља поступак. Треба имати на уму да је и код ,, задржавања копије" и код ,, двоструког читања" одговорност за дати доказ подељена на обе стране.
,, Скенирање" је метод која се користи за проверу доказа без читања реч по реч. Овај метод је постао уобичајен код компјутеризације слагања слога и популаризације обраде текста. Многи издавачи имају сопствене системе за слагање слога, док њихови корисници користе комерцијалне програме као што је Мајкрософт ворд. Пре него што се подаци у Ворду могу објавити у једној датотеци, морају се конвертовати у формат који користи издавач. Крајњи производ се обично назива конверзија. Ако је корисник већ проверио садржај датотеке пре него што је предао издавачу, онда нема разлога да је други лектор поново прочита из копије (иако се ова додатна услуга може тражити и платити). Уместо тога, издавач је одговоран само за грешке у форматирању, као што су фонт, ширина странице или поравнање колона у табелама. Исто важи и за грешке у производњи које су ненамерно избрисане (на пример текст). Да би се поједноставило даље, датој конверзији се обично додељује одређени образац. С обзиром на довољан број сертификатора, искусни лектори који су упознати са радом својих слагача могу прецизно скенирати своје странице без читања текста о грешкама за које нису одговорни ни они ни њихови слагачи.